# گی‌یرمو آریاگا
گی‌یرمو آریاگا (اسپانیایی: Guillermo Arriaga‎؛ ‏ تلفظ اسپانیایی: [ɡiˈʎermo aˈrjaɣa]؛ زادهٔ ۱۳ مارس ۱۹۵۸) فیلم‌نامه‌نویس، مؤلف، کارگردان فیلم، تهیه‌کننده فیلم اهل مکزیک است. وی از سال ۱۹۹۱ میلادی تاکنون مشغول فعالیت بوده‌است.
از فیلم‌ها یا مجموعه‌های تلویزیونی که وی در آن‌ها نقش داشته‌است، می‌توان به عشق سگی، ۲۱ گرم، سه خاک‌سپاری ملکیادس استرادا، بابل، دشت سوزان، ریو، دوستت دارم، کلماتی با خدایان، انبار باروت و از راه دور اشاره نمود.
وی همچنین برندهٔ جوایزی همچون جایزه بهترین فیلم‌نامه جشنواره فیلم کن شده‌است.